# Sidney Marsh
Sidney Reginald Marsh (ur. 31 sierpnia 1939, zm. 2 kwietnia 2022) – australijski zapaśnik walczący w stylu wolnym. Dwukrotny olimpijczyk. Zajął dziewiąte miejsce w Tokio 1964 i osiemnaste w Meksyku 1968. Startował w kategorii do 70 kg.
Srebrny medalista igrzysk Imperium Brytyjskiego i Wspólnoty Brytyjskiej w 1962; brał udział w turnieju w 1966 i szósty w 1974 roku.

## Letnie Igrzyska Olimpijskie 1964
| Konkurencja      | Rundy eliminacyjne        | Rundy eliminacyjne        | Rundy eliminacyjne       | Rundy eliminacyjne   | Klas. końcowa |
| Konkurencja      | Przeciwnik I              | Przeciwnik II             | Przeciwnik III           | Przeciwnik IV        | Miejsce       |
| ---------------- | ------------------------- | ------------------------- | ------------------------ | -------------------- | ------------- |
| 70 kg styl wolny | Alejandro Echaniz (MEX) Z | Abdollah Mowahhed (IRI) P | Kenny Stephenson (GBR) Z | Gregory Ruth (USA) P | 9.            |

## Letnie Igrzyska Olimpijskie 1968
| Konkurencja      | Rundy eliminacyjne                  | Rundy eliminacyjne   | Klas. końcowa |
| Konkurencja      | Przeciwnik I                        | Przeciwnik II        | Miejsce       |
| ---------------- | ----------------------------------- | -------------------- | ------------- |
| 70 kg styl wolny | Dandzandardżaagijn Sereeter (MGL) P | Guy Marchand (FRA) P | 18.           |